# Robert Wright (Spezialeffektkünstler)
Robert Wright (geb. vor 1944) ist ein US-amerikanischer Fotograf und Filmtechniker, der ein Mal für den Oscar für die besten Spezialeffekte nominiert war.

## Leben
Wright arbeitete 1944 als Filmtechniker sowie Fotograf für Spezialeffekte an der Herstellung des von A. Edward Sutherland inszenierten Kriegsfilms Secret Command mit Pat O’Brien, Carole Landis und Chester Morris in den Hauptrollen mit und wurde für diesen Film zusammen mit David Allen, Ray Cory, Harry Kusnick sowie Russell Malmgren für den Oscar für die besten Spezialeffekte nominiert. Secret Command blieb die einzige Filmproduktion, an der Wright mitarbeitete.